# Opipramol

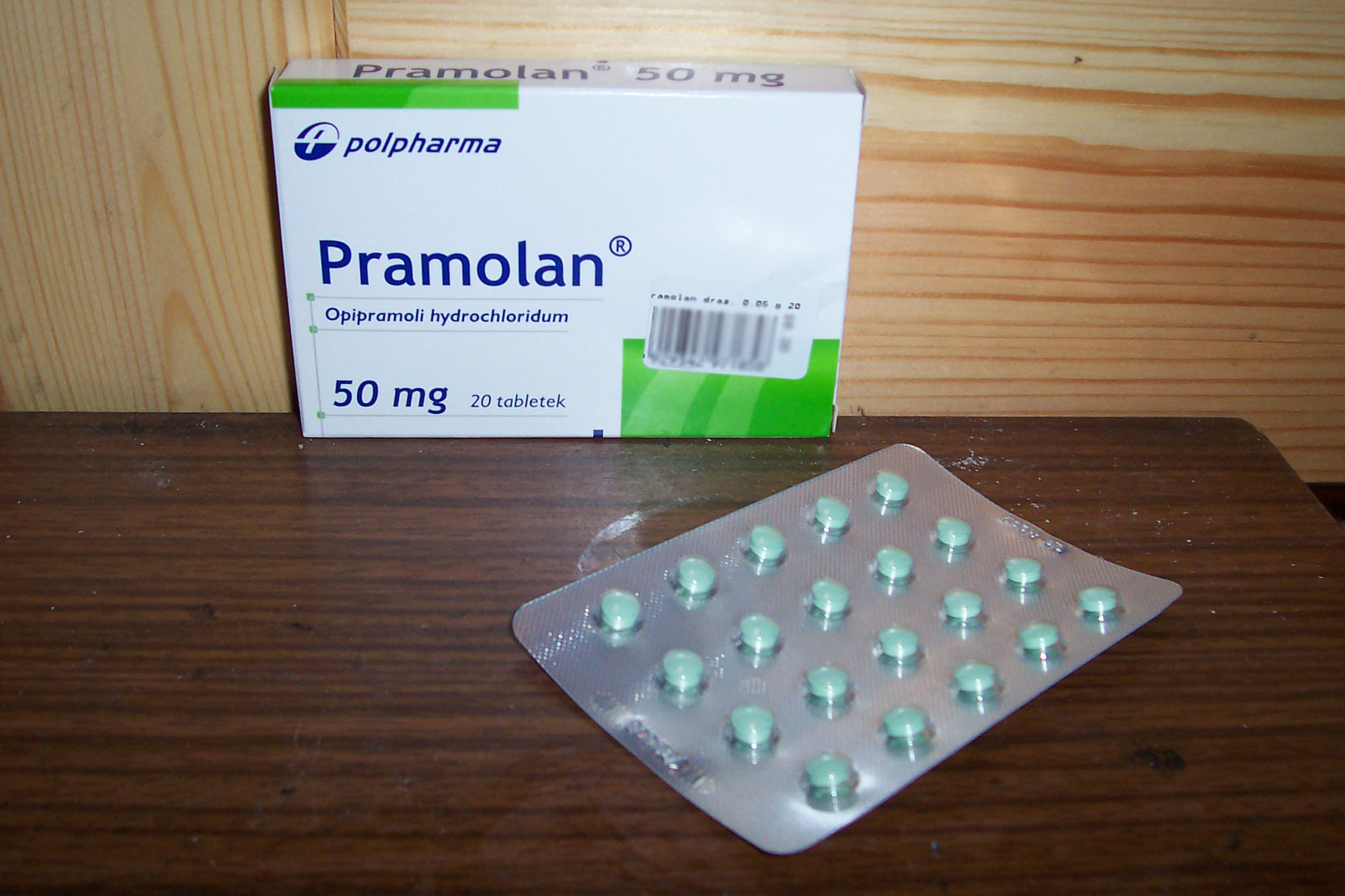
Opakowanie Pramolanu

Opipramol – organiczny związek chemiczny, lek psychotropowy, antydepresant, silny agonista receptorów σ1 i σ2; jednocześnie słaby/umiarkowany antagonista receptorów dopaminy D2, serotoniny 5-HT2, histaminy H1 i H2, a także cholinergicznych receptorów muskarynowych.
Jest trójpierścieniowym lekiem przeciwdepresyjnym a zarazem anksjolitykiem o opóźnionym początku działania, stosowanym w leczeniu zaburzeń depresyjnych, zwłaszcza tych przebiegających z lękiem. Jest też przepisywany pacjentom z zespołem lęku uogólnionego.

W Polsce występuje pod nazwami: Pramolan (tabletki powlekane) oraz Sympramol (tabletki drażowane), w formie dwuchlorowodorku.
Efekt terapeutyczny ujawnia się zwykle najpóźniej po kilkunastu dniach, będąc poprzedzonym stosunkowo wyraźnym hamowaniem antyhistaminowym (które maleje po przewlekłym podawaniu leku).
Pomimo że jest antydepresantem o budowie trójpierścieniowej, to nie wykazuje typowej dla tej grupy leków właściwości hamowania zwrotnego wychwytu neuroprzekaźników w istotnym klinicznie stopniu.

## Wskazania
- Leczenie stanów depresyjnych przebiegających z lękiem
- nerwice przebiegające z objawami podrażnienia układu sercowo-naczyniowego i pokarmowego
- zespół lęku uogólnionego
- zaburzenia nerwicowe i depresjoidalne w okresie przekwitania.

## Przeciwwskazania
- nadwrażliwość na opipramol
- nie wolno stosować jednocześnie z nieselektywnymi inhibitorami MAO i do 2 tyg. po ich odstawieniu (ryzyko wystąpienia śpiączki, drgawek, gwałtownego wzrostu ciśnienia tętniczego, aż do możliwości wystąpienia zgonu włącznie)
- ciąża i okres karmienia piersią
- dzieci poniżej 6 roku życia
- jaskra
- przerost gruczołu krokowego

## Działania niepożądane
- Układ nerwowy:
  - ból i zawroty głowy,
  - niepokój,
  - zaburzenia snu,
  - stany splątania i odmienne stany świadomości z derealizacją (głównie po przewlekłym podawaniu wysokich dawek – najprawdopodobniej jest to skutkiem nadmiernej aktywności receptorów sigma),
  - zaburzenia libido i potencji.
- Układ pokarmowy:
  - nudności, wymioty.
- Układ krążenia:
  - obniżenie lub wzrost ciśnienia tętniczego krwi.

## Dawkowanie
Ściśle według wskazań lekarza. Lek podawany doustnie, zwykle w dawce 150 mg na dobę.
Lek może upośledzać sprawność psychomotoryczną, dlatego należy zachować szczególną ostrożność prowadząc pojazdy i obsługując urządzenia mechaniczne w ruchu.